# Tcl
Tcl (оригинално од "Tool Command Language", уобичајено се означава као "Tcl" прије него "TCL"; изговара се "tickle" или "ти-си-ел") је Скриптни језик кога је створио Џон Аустерхаут. Оригинално "рођен из фрустрације"—према аутору—програмерима који су смишљали своје (неквалитетне) језике, намјењене уградњи у апликације, Tcl је задобио прихватање за свој рачун. Уобичајено је коришћен за брзо моделирање, скриптне апликације, ГКС-е и тестирање. Tcl се куристи уграђен у системску платформу, у својој пуној изведби и неколико верзија малог одраза. Tcl је такође коришћен за CGI скрипте и као скриптни језик за Eggdrop ИРЦ бот.
Комбинација Tcl-а и Tk програмског оквира названа је Tcl/Tk.